# イサベル・ペロン
イサベル・マルティネス・デ・ペロン（Isabel Martínez de Perón、1931年2月4日 - ）は、アルゼンチンの政治家、大統領。本名マリア・エステラ・マルティネス・カルタス・デ・ペロン（María Estela Martínez Cartas de Perón）。
フアン・ペロンの3番目の夫人。世界初の女性大統領として世界から注目を浴び、国民からはエバ・ペロンの再来として期待されたが、政治家としての力量はなく、治安、経済共に悪化させ遂には解任された。

## 来歴
ラ・リオハ州で六人兄弟の末っ子として生まれ、父親を早くに亡くし苦しい生活をおくりながら母親に育てられた。18歳で職業ダンサーとなり各地で巡業し、パナマでナイトクラブで働いていた時に亡命していたペロンと知り合う。ダンサーを辞め愛人になり世界各地を転々とし、1961年にマドリードで結婚。スペインで暮らしていたが、夫のメッセンジャーとしてアルゼンチン国内のペロン党に接触し頻繁に両国を往復している。そしてペロン派の復権により夫婦でアルゼンチンに向かった。
1973年5月にかねてから亡命中のペロンが連携を図っていた中華人民共和国や北朝鮮などアルゼンチンと同じ第三世界とされる国々の歴訪で周恩来や金日成と会見してイサベルは外交実績を積み、同年10月には大統領選挙に当選したペロンは、副大統領にイサベルを指名するが、帰国1年で死去したため、イサベルは世界初の女性大統領として就任した。
最初はエビータを意識して同じ格好をしていたがすぐに止め、社会福祉大臣のホセ・ロベス・レガを頼りにするようになる。イサベル政権は2年続くが、既にペロン党自体が分裂状態にあり、オイルショックによって300％を超えるインフレーションに見舞われ、経済危機に立たされる。
左翼テロと政治的混乱によって統治能力を失ったイサベル政権に対して、軍部はまずレガを辞任させ、1976年3月24日にはホルヘ・ラファエル・ビデラ将軍がクーデターを起こして権力を奪った。逮捕されたイサベルは横領罪で5年間収監された。釈放されるとスペインに帰国してひっそりと（ボディーガードに囲まれてはいるが）余生を過ごしていた。
しかしアルゼンチン連邦当局は、クーデターの1月前に活動家エクトル・ファガッティの身柄を拘束し、その失踪に関与した容疑で2007年1月11日にイサベルに対する国際逮捕状を発行した。これを受けて、スペイン警察当局によって翌日マドリード西部の自宅で逮捕された。彼女は、腰の骨折で入院していた。取り調べ後、高齢のため15日おきに出頭することを条件に保釈された。その後、アルゼンチンへの引き渡しの可否をめぐる審理が行われ、裁判所は2008年4月に引渡し拒否を決定した。